# Amt Homburg an der Werren
Das Amt Homburg an der Werren (oder Homburg an der Wern) war ein Amt des Hochstifts Würzburg.

## Funktion
In der Frühen Neuzeit waren Ämter eine Ebene zwischen den Gemeinden und der Landesherrschaft. Die Funktionen von Verwaltung und Rechtsprechung waren hier nicht getrennt. Dem Amt stand ein Amtmann vor, der von der Landesherrschaft eingesetzt wurde. Das Amt Homburg war seit 1783 auch gleichzeitig Zentamt, also Hochgerichtsbezirk.

## Geschichte

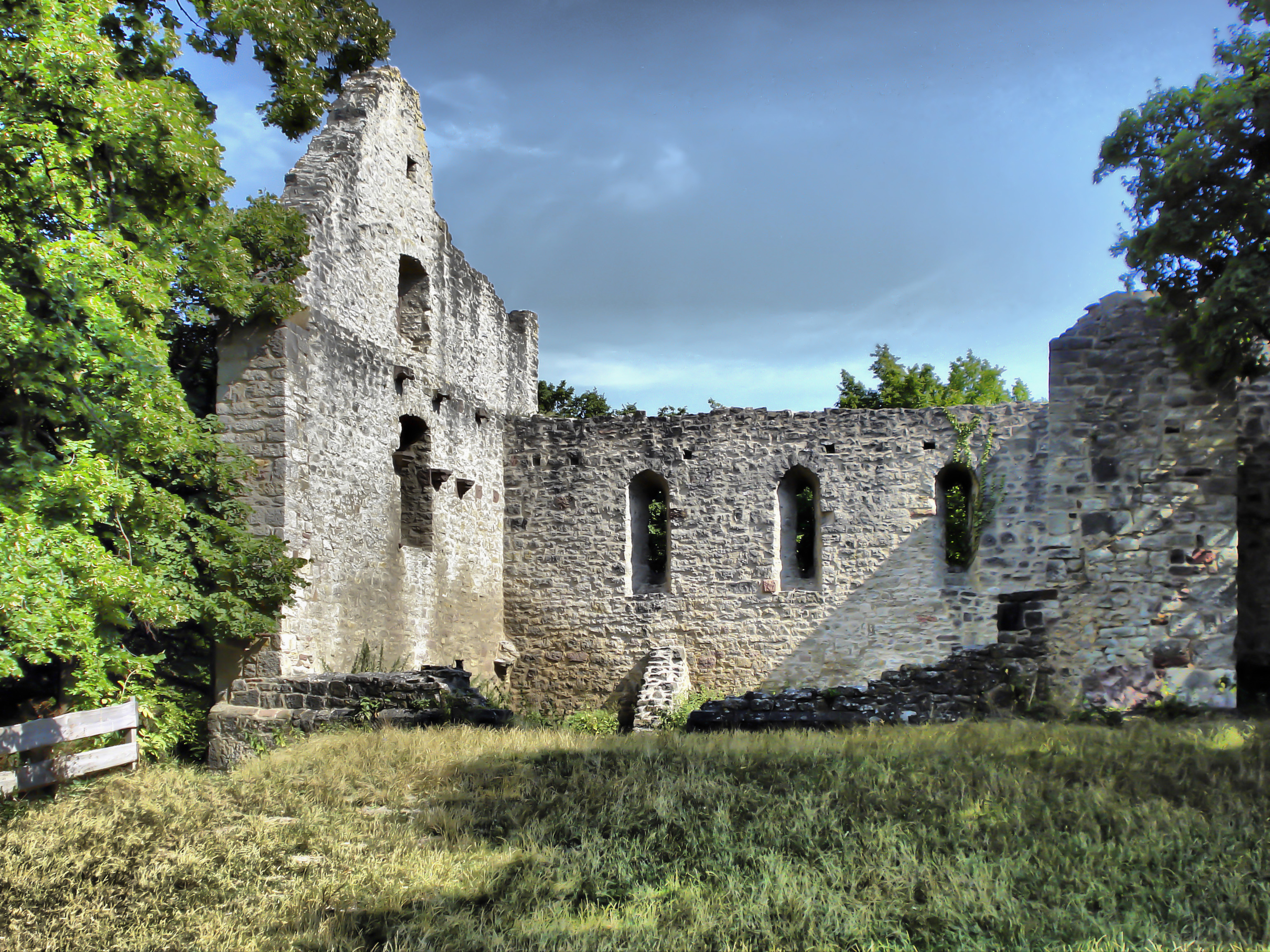
Homburg

Sämtliche Güter des ehemaligen Besitztums Hohenberg wurden 1469 vom Haus Bickenbach an das Hochstift Würzburg in Gestalt des Fürstbischofs Rudolf II. von Scherenberg, Herzog von Franken, verkauft. Die Homburg wurde 1492 Amtssitz und erhielt einen Amtmann.
Die Statistik des Hochstiftes Würzburg von 1699 nennt 369 Untertanen in 9 Dörfern. Als jährliche Einnahmen des Hochstiftes aus dem Amt wurden abgeführt: Schatzung: 79 Reichstaler, 10 Batzen und Rauchpfund: 328 Pfund.
Nach dem Übergang an Kurpfalz-Bayern 1802 wurde das Amt aufgelöst und die Orte überwiegend dem Landgericht Gemünden zugeordnet.

## Umfang
Am Ende des HRR umfasste das Amt Burgruine Homburg, Adelsberg, Bühler, Gössenheim, Harrbach, Karsbach, Münster, Sachsenheim und Wernfeld.

## Cent
Die Cent wurde 1783 neu gebildet. Die Centorte waren zuvor der Cent Karlstadt zugeordnet. Dies waren die Amtsorte außer Wernfeld und zusätzlich Karsbach.